# Honor de cavalleria
Honor de cavalleria è un film del 2006 scritto, diretto e prodotto da Albert Serra, liberamente ispirato al Don Chisciotte della Mancia di Miguel de Cervantes. È il primo lungometraggio di finzione di Serra.

## Accoglienza
Si è classificato settimo nella lista dei 10 migliori film del 2007 stilata dai Cahiers du cinéma.

## Riconoscimenti
- 2006 - Festival di Cannes
  - In concorso per la Caméra d'or
- 2006 - Torino Film Festival
  - Miglior film
- 2006 - Viennale
  - Premio FIPRESCI